# Rajd Bułgarii 1997
Rajd Bułgarii 1997 (28. Rally Albena) – 28. edycja rajdu samochodowego Rajd Bułgarii rozgrywanego w Bułgarii. Rozgrywany był od 17 do 18 maja 1997 roku. Była to siedemnasta runda Rajdowych Mistrzostw Europy w roku 1997 (rajd miał najwyższy współczynnik – 20) oraz pierwsza runda Rajdowych Mistrzostw Bułgarii. Składał się z 31 odcinków specjalnych.

## Klasyfikacja rajdu
| Miejsce                          | Kierowca                     | Pilot                        | Samochód                     | Czas                         | Strata                       |                              |
| Klasyfikacja generalna i ERC     | Klasyfikacja generalna i ERC | Klasyfikacja generalna i ERC | Klasyfikacja generalna i ERC | Klasyfikacja generalna i ERC | Klasyfikacja generalna i ERC | Klasyfikacja generalna i ERC |
| -------------------------------- | ---------------------------- | ---------------------------- | ---------------------------- | ---------------------------- | ---------------------------- | ---------------------------- |
| 1.                               | Krzysztof Hołowczyc          | Maciej Wisławski             | Subaru Impreza 555           | 3:00:45                      | 0.0                          |                              |
| 2.                               | Gianmarino Zenere            | Sauro Farnocchia             | Subaru Impreza 555           | 3:04:15                      | +3:30                        |                              |
| 3.                               | Volkan Isik                  | Erkan Bodur                  | Ford Escort WRC              | 3:06:48                      | +6:03                        |                              |
| 4.                               | Sergey Baldykov              | Anton Zinovyev               | Ford Escort RS Cosworth      | 3:07:46                      | +7:01                        |                              |
| 5.                               | Stefan Georgiev              | Svetoslav Mangarov           | Ford Escort RS Cosworth      | 3:15:13                      | +14:28                       |                              |
| 6.                               | Nejat Avci                   | Berker Sohtorık              | Renault Mégane Maxi          | 3:18:45                      | +18:00                       |                              |
| 7.                               | Tihomir Zlatkov              | Konstantza Tomova            | Ford Escort RS Cosworth      | 3:19:47                      | +19:02                       |                              |
| 8.                               | Pavle Petrović               | Nebojša Lazarević            | Ford Escort RS Cosworth      | 3:25:02                      | +24:17                       |                              |
| 9.                               | Čedomir Brkič                | Jugoslav Tomić               | Mitsubishi Lancer Evo III    | 3:28:37                      | +27:52                       |                              |
| 10.                              | Ilia Gerov                   | Petar Sivov                  | Ford Escort RS Cosworth      | 3:29:54                      | +29:09                       |                              |
| Klasyfikacja mistrzostw Bułgarii |                              |                              |                              |                              |                              |                              |
| 1.                               | Stefan Georgiev              | Svetoslav Mangarov           | Ford Escort RS Cosworth      | 3:15:13                      | 0.00                         |                              |
| 2.                               | Tihomir Zlatkov              | Konstantza Tomova            | Ford Escort RS Cosworth      | 3:19:47                      | +4:34                        |                              |
| 3.                               | Ilia Gerov                   | Petar Sivov                  | Ford Escort RS Cosworth      | 3:29:54                      | +14:41                       |                              |